# Conops pseudogigas
Conops pseudogigas är en tvåvingeart som beskrevs av Krober 1916. Conops pseudogigas ingår i släktet Conops och familjen stekelflugor.
Artens utbredningsområde är Myanmar. Inga underarter finns listade i Catalogue of Life.